# Chminianska Nová Ves
Chminianska Nová Ves (bis 1927 slowakisch „Hmiňanská Nová Ves“; deutsch Neudorf, ungarisch Szinyeújfalu) ist ein Ort und eine Gemeinde in der Ostslowakei, mit 1291 Einwohnern (Stand 31. Dezember 2024). Sie liegt im Okres Prešov, einer Verwaltungseinheit innerhalb des Prešovský kraj.

## Geographie

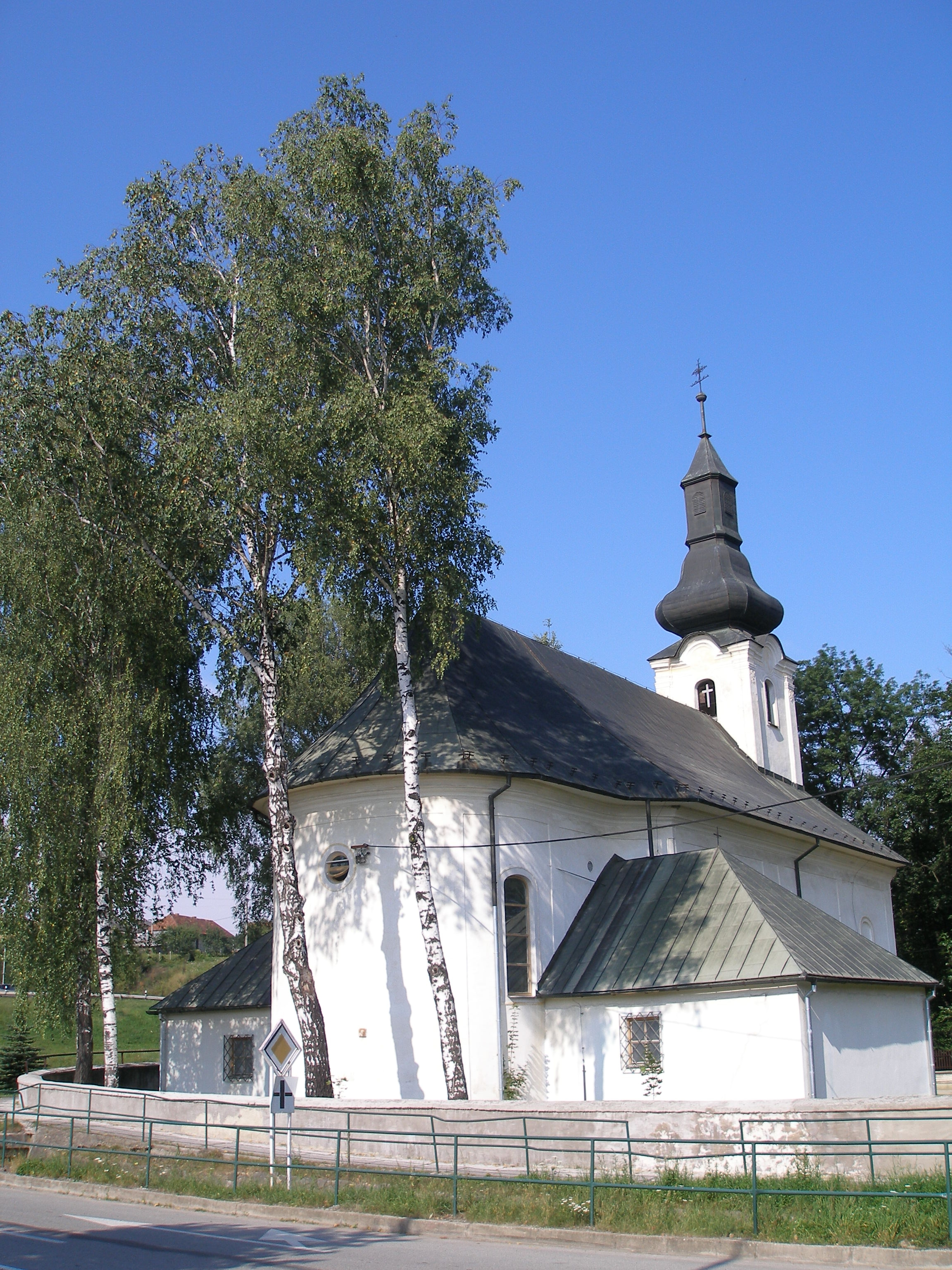
Kirche im Ort

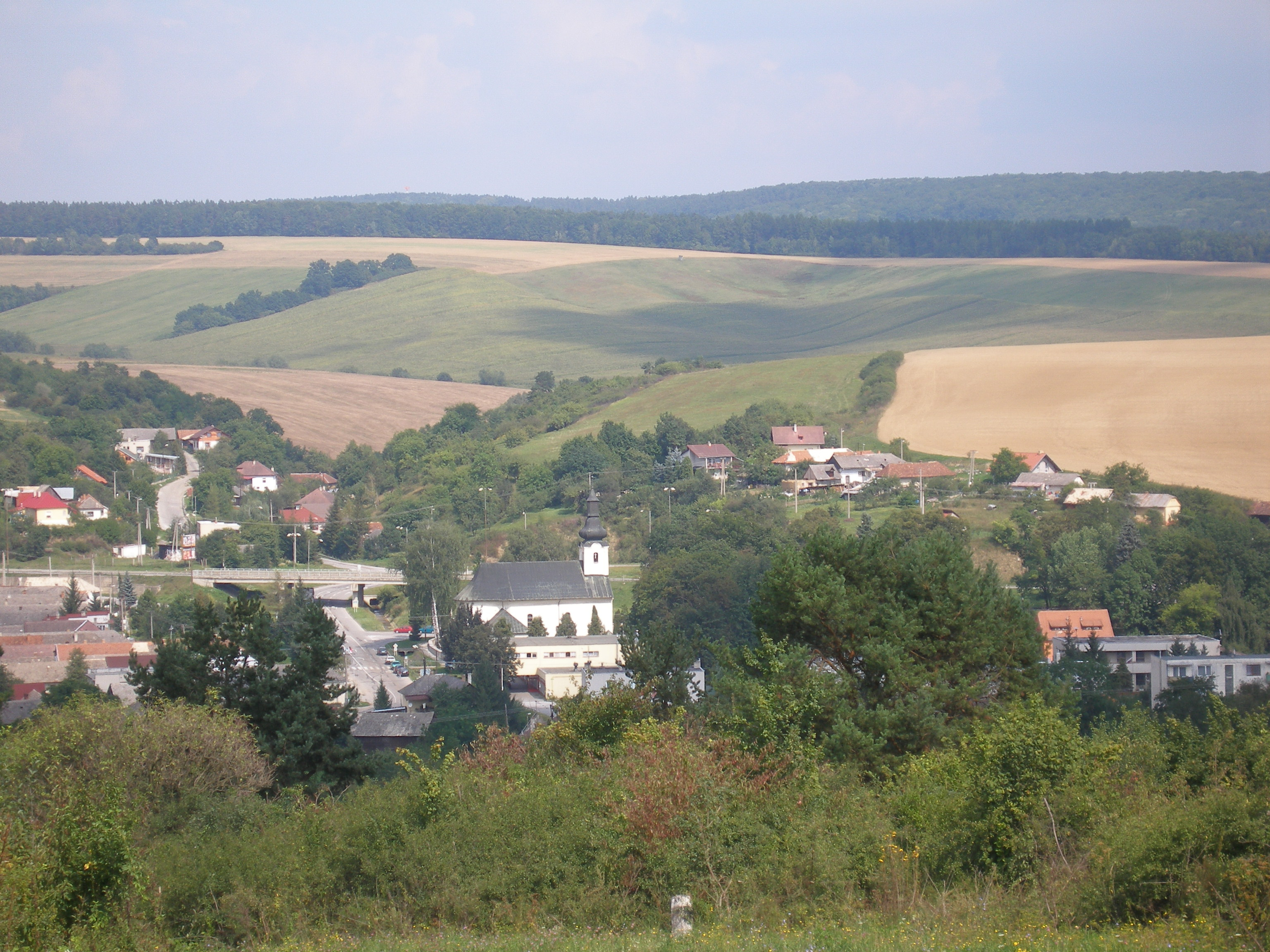
Chminianska Nová Ves mit umliegenden Landschaft

Der Ort liegt im Bergland Šarišská vrchovina am Fluss Svinka, 12 Kilometer westlich von Prešov gelegen.
Zur Gemeinde gehört neben dem Hauptort auch die nordwestlich gelegene Siedlung Bunde.

## Geschichte
Chminianska Nová Ves wurde zum ersten Mal 1248 schriftlich erwähnt. Im Laufe der Jahrhunderte war es ein typisches landwirtschaftliches Dorf. Eine Pfarrei existiert seit dem 15. Jahrhundert. 1828 verzeichnete man 75 Häuser und 585 Einwohner.

## Bevölkerung
| Jahr                | 1994 | 2004     | 2014    | 2024    |
| ------------------- | ---- | -------- | ------- | ------- |
| Anzahl der Personen | 1085 | 1224     | 1289    | 1291    |
| Unterschied         |      | +12,81 % | +5,31 % | +0,15 % |

| Jahr                | 2023 | 2024    |
| ------------------- | ---- | ------- |
| Anzahl der Personen | 1278 | 1291    |
| Unterschied         |      | +1,01 % |

## Sehenswürdigkeiten
- römisch-katholische Kirche aus dem Jahr 1782
- Landschloss aus dem späten 18. Jahrhundert

## Persönlichkeiten
- Pál Szinyei Merse (1845–1920), slowakisch-ungarischer Maler
- Martin Jakubko (* 1980), slowakischer Fußballspieler